# 串珠石斛
串珠石斛（学名：Dendrobium falconeri），又名新竹石斛、紅鸝石斛，为兰科石斛属下的一个种，產於中國大陸東南部及臺灣和一些東南亞地區。总状花序，花白色，先端為紫色，呈卵形，萼片為淡紫色。其花枝的节肿大呈念珠状，因而得名。

## 扩展阅读
- 維基物種上的相關：串珠石斛